# Франко де Крус
Франко де Крус (22 листопада 1946) — малайзійський хокеїст на траві. Грав за поліцію Негері-Сембілана. Увійшов до складу збірної Малайзії на літніх Олімпійських іграх 1972 в Мюнхені, де вона посіла 8-ме місце. Грав на позиції нападника, зіграв 8 матчів і забив 1 гол у ворота збірної Бельгії.